# Darker than Black
Darker than Black (jap. Darker than Black – 黒の契約者, Darker than Black – Kuro no Keiyakusha) ist eine Anime-Serie aus dem Jahr 2007, die unter Leitung des Regisseurs Tensai Okamura entstand. Auf dem Anime bauten verschiedene Adaptionen als Manga auf, diverse Musikveröffentlichungen, wodurch aus der Serie ein Franchise erwuchs. Mit Darker than Black: Ryūsei no Gemini folgte im Jahr 2009 eine Fortsetzung als Anime-Fernsehserie, die einige Jahre nach den Ereignissen der ersten Anime-Umsetzung spielt.

## Szenario und Terminologie
In der Welt von Darker than Black, die der realen Welt nachempfunden ist, kam es zu zwei größeren Zwischenfällen unbekannter Ursache. In deren Folge entstanden das Heaven’s Gate (dt. Himmelstor) in Südamerika und das Hell’s Gate (Höllentor) in Japan. Trotz der unterschiedlichen Bezeichnung gleichen sich die beiden „Tore“ und verursachten zahlreiche unerklärliche Effekte. So ist der echte Sternenhimmel und der Mond nicht mehr von der Erde aus zu sehen und wurde durch eine Art Illusion ersetzt, die den Blick auf die echten Sterne verwehrt. Stattdessen symbolisiert jeder Stern dieses künstlichen Himmels einen Contractor (dt. Auftragsnehmer/Vertragseingeher), er entsteht bei dessen „Geburt“ und fällt bei dessen Tod.
Durch den Einfluss der Tore verwandelte sich ein gewisser Anteil der Weltbevölkerung in die Contractors, was das Gleichgewicht der Welt vollkommen verändert. So sind z. B. die USA nicht die mächtigste Nation, da sie im Kampf um das Heaven’s Gate schwere Verluste erlitten. Aber auch die restliche Welt befindet sich gerade erst wieder in einer Aufbauphase, nach zahlreichen kriegerischen Auseinandersetzungen. Insgesamt ergibt sich daraus eine Situation ähnlich zum Kalten Krieg, in der die Geheimdienste der Nationen miteinander konkurrieren. Dazu zählen hier das MI6, die CIA als auch diverse weitere Gruppierungen, zu denen z. B. das Syndicate gehört, für das der Protagonist der Serie arbeitet.

### Contractors
Die Contractors sind normale Menschen, die aber infolge der Nebeneffekte der Tore mit einer zusätzlichen übernatürlichen Fähigkeit ausgestattet sind. Je nach Contractor treten die verschiedensten Fähigkeiten zu Tage. So kann etwa Mao seinen Geist in einen anderen Körper transferieren, April Unwetter heraufbeschwören oder November 11 jede Flüssigkeit einfrieren. Gleichzeitig verlieren sie aber die Fähigkeit Gefühle wie etwa Liebe zu empfinden, was sich in rein logischem Handeln äußert und sie zum idealen Mittel für Auftragsarbeiten macht. Ein weiterer Nachteil dieses „Vertrages“ ist es, dass sie nach der Anwendung ihrer Fähigkeiten eine Art Buße (Contract Payment) leisten müssen. So muss April Alkohol trinken oder Mina Hazuki unbedingt einen Mann küssen. Es wird vermutet, dass wenn ein Contractor seiner Buße nicht nachkommt, er qualvoll sterben würde.
Eine besondere Ausprägung der Contractors sind die Dolls. Diese haben nicht nur die Fähigkeit verloren, Gefühle zu empfinden, sondern sie haben auch ihren eigenen Willen verloren und gehorchen in aller Regel nur noch schweigend auf die Befehle, die ihnen erteilt werden. Zudem besitzen sie keine offensiven Fähigkeiten und dienen überwiegend der Aufklärung, da sie Observation Spirits durch ein von ihnen beherrschtes Medium, wie z. B. Stromleitungen oder Wasser, schicken können.
Eine weitere Ausprägung eines Contractors ist das Moratorium. Darunter wird ein Contractor verstanden, dessen Fähigkeiten unter bestimmten Umständen erwachen. Das hat zur Folge, dass die Person sich dessen selbst nicht bewusst ist und unwillentlich mit ihren Fähigkeiten großen Schaden anrichten kann. Da die meisten Moratorien diesem seelischen Druck nicht gewachsen sind, verwandeln sie sich meistens in eine Art Doll.

## Handlung
In der Serie wird zunächst der Contractor Hei begleitet, der im Auftrage des Syndicates verschiedenen Missionen innerhalb Japans nachgeht. Dabei tarnt er sich als chinesischer Student und wohnt allein in einem Apartment. Neben Hei lernt der Zuschauer auch seine ihn unterstützenden Begleiter Mao, Huang und Yin kennen. Dabei ist Huang sein Kontaktmann zum Syndicate, von ihm bekommt Hei gewöhnlich seine Aufträge. Nach und nach verstricken sich Hei und seine Komplizen immer weiter in ein großes Komplott, wobei sie auch von ihrer Vergangenheit eingeholt werden. So sieht sich Hei mit seiner einstigen Partnerin Amber konfrontiert, die er verdächtigt, einen Vorfall analog zu dem beim Heaven’s Gate zu provozieren, an dessen Ende seine Schwester verschwand und das Tor alles im Umkreis von 1500 Kilometern vernichtete. Erzählt wird die Handlung in mehreren Abschnitten, die jeweils den Schwerpunkt auf einen der Aufträge legen. Diese verfolgen jedoch eine insgesamt fortschreitende Handlung, die sich zunehmend auf die einzelnen Parteien und deren Zusammenspiel konzentriert. Dabei wird in Rückblenden auch auf die Vergangenheit der wesentlichen Charaktere eingegangen.
Während seiner Missionen bekommt Misaki Kirihara den Auftrag Hei aufzuspüren und ihn vom Hell’s Gate fernzuhalten. Dabei verliebt sie sich jedoch in Li Sheng Shun, was Heis Deckname im realen Leben ist. So wird sie ebenfalls immer mehr in die Ereignisse hineingezogen und unterstützt dadurch unbewusst Hei und seine Freunde, die sich mehr und mehr vom Syndicate lossagen und schließlich aus unterschiedlichen Motiven zum Ziel aller Beteiligten werden. Gegen Ende der Handlung kommt es zu einem verwirrenden Aufeinandertreffen der Fraktionen im Hell’s Gate, bei dem die meisten Contractors durch eine Waffe getötet werden, mit der sie, wie einst schon beim Heaven’s Gate, vernichtet werden sollten. Jedoch gelingt es Hei mit seiner Fähigkeit den Effekt der Waffe aufzuheben, was sowohl ihn als auch die außerhalb des Tores befindlichen Contractors vor dem Tod bewahrt.

## Entstehung
Die erste Staffel Darker than Black besteht aus 26 Folgen und wurde vom Studio Bones unter der Regie von Tensai Okamura im Jahr 2007 animiert.
Die im Anime verwendete Hintergrundmusik stammt aus der Feder der preisgekrönten Komponistin Yōko Kanno. Für den Vorspann der Folgen 1–14 wurde Howling von Hiroshi Shibasaki verwendet, das von der Abingdon Boys School gesungen wurde. Ab der 15. Folge löste Kakusei Heroism ~The Hero Without A Name~ von An Cafe die bisherige Titelmusik ab. Der Abspann wurde gleichsam von Tsukiakari (ツキアカリ), interpretiert von Rie fu, auf Dreams, gesungen von High and Mighty Colour, umgestellt.

### Synchronsprecher
| Rolle           | Japanischer Sprecher (Seiyū) | Deutscher Sprecher |
| --------------- | ---------------------------- | ------------------ |
| Hei             | Hidenobu Kiuchi              | Sven Hasper        |
| Mao             | Ikuya Sawaki                 | Thomas Friebe      |
| Huang           | Masaru Ikeda                 | Rolf Berg          |
| Yin             | Misato Fukuen                | Rieke Werner       |
| Misaki Kirihara | Nana Mizuki                  | Silke Linderhaus   |
| November 11     | Kazuhiko Inoue               | Stefan Schleberger |
| Amber           | Tomoko Kawakami              | Demet Fey          |

## Veröffentlichungen
Innerhalb Japans wurde die erste Staffel ab dem 5. April 2007 von den Sendern MBS und TBS sowie den angeschlossenen Sendern ausgestrahlt. Die letzte Folge wurde erstmals am 28. September 2007 gezeigt.
Am 26. März 2008 erschien in Japan eine zusätzliche OVA, die ebenfalls von den gleichen Produzenten stammt und eine Nebengeschichte der bisherigen Handlung erzählt.
Außerhalb Japans wurde die Serie im Juli 2007 von Funimation lizenziert und in den Vereinigten Staaten und Kanada veröffentlicht. Madman Entertainment lizenzierte die Produktion ebenfalls und veröffentlichte sie in Australien und Neuseeland. Panini Video lizenzierte die Serie für Deutschland. Vom 24. Oktober 2008 bis 24. April 2009 sind alle Folgen der Serie in deutscher Synchronisation auf sechs DVDs erschienen. Außerdem wurden ab März 2011 die Folgen in deutscher Synchronisation auf der Videoplattform MyVideo veröffentlicht. In Deutschland wurde die 1. Staffel von der FSK ab 12 freigegeben, die 2. Staffel ab 16 Jahren.

## Adaptionen

### Manga
Eine Manga-Umsetzung, mit dem gleichnamigen Titel Darker than Black – Kuro no Keiyakusha (Darker than Black -黒の契約者-), erschien auf Grundlage des Anime im Manga-Magazin Gekkan Asuka. Tensai Okamura, der Regisseur der Serie, verfasste die Handlung. Die Zeichnungen wurden von Noki Ya angefertigt. Der abgeschlossene Manga umfasste 9 Kapitel, die gegen Ende 2007 erschienen und wurde zu zwei Tankōbon-Ausgaben zusammengefasst.
- Bd. 1: ISBN 978-4-04-854115-2, 25. August 2007
- Bd. 2: ISBN 978-4-04-854149-7, 26. Januar 2008

In Deutschland wurde der Manga seit Oktober 2008 bei Planet Manga in einer deutschen Übersetzung in ebenfalls zwei Bänden veröffentlicht.
Seit Mai 2009 erscheint in Japan eine weitere Manga-Adaption von Yuji Iwahara im Magazin Young Gangan.

### Musikveröffentlichungen
Parallel zur Ausstrahlung des Anime wurde ein Album (Soundtrack) und mehrere Singles (insgesamt vier Stück zu den entsprechenden Vorspann- und Abspanntiteln) mit der Musik aus dem Anime veröffentlicht.
Am 25. Juli 2007 erschien das Album DARKER THAN BLACK - Kuro no Keiyakusha - Gekiban (DARKER THAN BLACK -黒の契約者- 劇伴) von Yōko Kanno, welches zusammen mit den Liedern des ersten Vor- und Abspanns 20 Stücke umfasste. Die nicht instrumentalen Titel No One's Home und ScatCat wurden von Tim Jensen geschrieben und von Mai Yamane gesungen. James Wendt sang die Titel Deadly Work und Blend in.

## Fortsetzung
Aufbauend auf den Ereignissen der ersten Staffel produzierte das Studio Bones erneut unter der Regie von Tensai Okamura eine zweite Anime-Fernsehserie. Sie spielt einige Jahre nach den Geschehnissen der ersten Umsetzung und konzentriert sich auf das dreizehnjährige Mädchen Suō Pavlichenko. Hei, der Protagonist der ersten Staffel, übernimmt hier die Rolle des Ausbilders von Suō. Die Serie wurde erstmals beginnend ab 8. Oktober 2009 im japanischen Fernsehen ausgestrahlt.
Das Sequel zur zweiten Staffel und der OVA-Reihe mit Hei und Yin wurde wieder von Bones produziert.